# 米田庄太郎
米田 庄太郎（よねだ しょうたろう、1873年〈明治6年〉2月1日 - 1945年〈昭和20年〉12月18日）は、日本の社会学者。京都帝国大学教授。文学博士。

## 経歴
出生から修学期
1873年、奈良県添上郡杏村（のち添上郡辰市村、現・奈良市杏町）で農業を営む八十平の長男として生まれた。生地は被差別部落であった。1878年、村立辰市小学校に入学。
1886年、大阪府立郡山中学校（現・奈良県立郡山高等学校）に入学。1887年、奈良英和学校に転校。キリスト教聖公会に属する宣教師アイザック・ドーマンのもとで洗礼を受けた。1891年に同校を卒業。
1891年、恩師アイザック・ドーマンが東京の聖三一神学校（現・聖公会神学院の前身の一つ）の比較宗教学講師を嘱託されるにあたり、助手として上京。ドーマンと『比較宗教学』の編集に従事した。1895年に渡米し、ニューヨークの米国国監督派神学校に入学。1898年、コロンビア大学大学院に入学し、ギディングスに師事して社会学や統計学を学んだ。1900年、コレージュ・ド・フランスに入学するために渡仏。ガブリエル・タルドに師事した。
社会学研究者として
1901年に日本に帰国。1902年、同志社高等科の教授に就任。その後、同志社高等科が同志社専門学校（現・同志社大学）と改称されると、同経済学科の教授となり、社会学社会政策、経済学、統計学を担当した。1907年、京都帝国大学文科大学（現・京都大学）に社会学の講座が開設されると、講師としてその講座を担任。
1913年、建部遯吾に協力し日本社会学院の創立に関与。1920年、京都帝国大学教授に就いた。1925年3月、52歳で依願退職。しかしその後も1942年3月に職を解かれるまで同大学経済学部、法学部及び農学部の嘱託講師として不遇の地位に甘んじつつ講義をつづけた。1945年、疎開先の大阪府豊能郡東郷村で死去。

## 研究内容・業績
ガブリエル・タルドやゲオルク・ジンメルたちの学説を日本に紹介し、心理学的社会学を導入した。社会思想研究の分野でも業績がある。門人に高田保馬、大阪市の社会調査を主導した山口正などがいる。また社会問題研究も行い、大原社会問題研究所の設立に助力し、社会福祉分野を担当した。大杉栄や賀川豊彦などにも影響を与えた。
学問的に極めて優れた業績を持っていたにもかかわらず京都帝国大学教授への昇進が遅れたのは被差別部落出身だったためという説もあるが、『解放新聞』（2009年5月11日）は「事実はどうやらそうではなかったようだ。かの有名な喜田貞吉ですら、教授就任までは米田と同じ年月を要したという」と評している。著書に『現代人心理と現代文明』『輓近社会学論』など単著33冊、論文は278本、新聞などに寄稿したものは157余がある。

### 顕彰
現在、奈良市杏町の生家跡には「米田庄太郎博士生誕の碑」がある。